# Kaliopi
Kaliopi, pseudonimo di Kaljopa Bukleska (in macedone Каљопа Буклеска?; Ocrida, 28 dicembre 1966), è una cantante macedone.

## Biografia

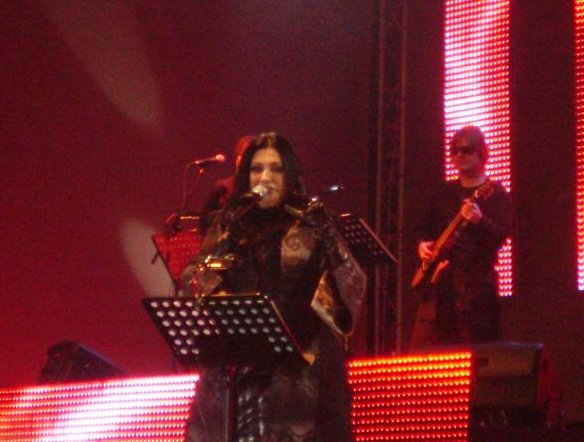
Kaliopi in concerto nel 2009

Appassionata alla musica sin dalla prima infanzia Kaliopi partecipa nel 1976 al Junior Festival della canzone macedone con la canzone Tebe majka čeka.
Kaliopi frequenta la scuola Marija Nikolovska dove studia per quattro anni, dopodiché si iscrive all'Accademia della musica nel 1984.

## Carriera
Nel 1996 ha tentato di rappresentare la Macedonia all'Eurovision Song Contest 1996 a Oslo, ma il suo brano Samo ti è stato scartato durante una preselezione audio, e non si è potuta esibirsi nella capitale norvegese.
Nel 2005 si è candidata per rappresentare nuovamente il suo paese all'Eurovision Song Contest 2005 ma non essendo d'accordo con il regolamento della selezione ha preferito ritirarsi.
Nel 2009 ha partecipato allo Skopje Fest per poter rappresentare ancora una volta il suo paese all'Eurovision Song Contest 2009 ma non lo ha vinto.
Nel 2011 Kaliopi è stata scelta da una giuria interna per rappresentare la Macedonia all'Eurovision Song Contest 2012 con la canzone Crno i belo. La serata della finale dell'Eurovision Song Contest, Kaliopi arriva 13º su 26 finalisti.
Nel 2016, è stata nuovamente scelta per rappresentare il suo paese all'Eurovision Song Contest con la canzone Dona, che tuttavia non si classifica per la serata finale.

## Discografia

### Album
- 1986: Kaliopi
- 1987: Rodjeni
- 1999: Oboi Me
- 2001: Ako Denot Mi E Nok
- 2002: Najmila – Live and Unreleased
- 2003: Ne Mi Go Zemaj Vremeto
- 2005: Me, Isadora
- 2006: Kaliopi Live (DVD Album)
- 2007: The Best Of
- 2008: Zelim Ti Reci
- 2009: Oblivion (con Edin Karamazov)
- 2010: Poraka
- 2013: Melem

### Singoli
- 1984: Tomi
- 1984: Nemoj da me budis
- 1985: Leo
- 1985: Leto e avantura
- 1986: Ostani vo mene
- 1987: Bato
- 1987: Emanuel
- 1996: Samo Ti
- 1998: Ne Placi
- 1998: Ne Zaboravaj
- 1999: Oboi Me
- 2000: Daj da Pijam
- 2001: Ako denot mi e nok
- 2001: Na Pat do Makedonija
- 2001: Dali me sakas
- 2002: Za samo eden den
- 2002: Najmila
- 2002: Zasluzena Zemja
- 2003: Ne Mi Go Zemaj Vremeto
- 2003: Za Kogo Postojam
- 2004: Smeh
- 2004: Toa Sum Jas
- 2004: Purpurni Dozdovi (duetto con Vasil Zafirchev)
- 2004: Bel Den (duetto con Esma)
- 2005: Koga prokleto ti trebam
- 2006: 1000 Bozji Cvetovi
- 2006: Silna/Silna (Remix)
- 2006: Zivotot e Jabe
- 2006: New Day (duetto con Garo Junior)
- 2007: Grev
- 2007: Probudi Me
- 2007: Melankolija (duetto con Massimo Savic)
- 2007: Spring in my mind
- 2008: Come un aquilone
- 2008: Crne Ruze
- 2008: Reci Mi
- 2008: Za Tebe Čuvam Sebe
- 2008: Ljubi
- 2009: Zelim ti Reci
- 2009: Rum Dum Dum (duetto con Naum Petreski)
- 2009: Ljubičice
- 2009: Meni je ime/Moeto Ime
- 2009: Srekja i taga
- 2009: Nevinost
- 2010: Zasekogas/Zauvijek
- 2010: Kazi, kazi libe Stano (duetto con Rade Šerbedžija)
- 2010: Ne sum kako ti/Ja nisam kao ti
- 2010: Ti
- 2011: Crno i belo
- 2016: Dona